# INCOTERMS
INCOTERMS este un acronim pentru INternational COmmercial TERMS ceea ce înseamnă Clauze de Comerț Internațional.
În orice contract de vânzare se pune problema stabilirii modalităților de livrare, a transferului riscurilor și a repartizării între vânzător și cumpărător a cheltuielilor aferente transportului mărfurilor (cheltuieli privind asigurarea mărfii, contravaloarea transportului).
Este anevoioasă rezolvarea acestor formalități de fiecare dată prin inserarea în contract a clauzelor detaliate cuprinzând reglementarea tuturor acestor aspecte. De aceea practica a imaginat o metodă de a scurta drumul până la încheierea contractului, recurgând la termeni comerciali ce condensează într-o formă cât mai simplificată posibil, situațiile cele mai uzuale.
Free On Board (FOB)
De exemplu, stipulând simplu într-un contract că marfa urmează a fi vandută „FOB Hamburg”, părțile au vrut să spună că:
- vânzatorul trebuie să încarce și să expedieze marfa până în portul Hamburg
- să suporte cheltuielile de încărcare
- să expedieze marfa folosind transportul maritim
- să suporte riscurile până în momentul îmbarcării

În timp ce cumpărătorului îi incumbă următoarele obligații:
- să plătească cheltuielile de navlosire
- să suporte riscurile din momentul îmbarcării mărfii

## Crearea Incoterms

Emblema Camerei Internaționale de Comerț cu sediul la Paris

Uzanțele comerciale au fost la origine, proprii vânzărilor maritime iar înțelesul lor era diferit în funcție de loc, de port (maritim sau fluvial) sau de țară. Acest fapt, crea dificultăți în ceea ce privește cunoașterea lor de către părți, care nu știau exact întinderea obligațiilor lor, deoarece uzanțele cunoșteau accepțiuni variate în funcție de portul în care se aplicau. De exemplu, o vânzare FOB implica într-un port obligația vanzatorului de a încărca marfa la bordul navei, în timp ce într-un alt port, se impunea numai să aducă marfa la cheu, lângă navă. Ori aceste diferențe erau stânjenitoare și erau surse de neînțelegeri între părți, fiind extrem de dificil de stabilit care a fost intenția inițială a părților 
Pentru a înlătura aceste inconveniente Camera Internațională de Comerț de la Paris , începând cu anul 1920 a avut inițiativa și a întreprins codificarea termenilor comerciali cei mai uzuali.
Prima codificare a avut loc în anul 1936, a fost revizuită în anul 1953, completată în 1967, 1976, 1980 și 1990. Varianta cea mai recentă datează din 2010 fiind publicată în 1 ianuarie 2011 sub titulatura de Incoterms 2010 .
Inițial, regulile Incoterms au fost concepute exclusiv pentru operațiunile ce implicau transportul transfrontalier al bunurilor, însă versiunea INCOTERMS 2010 schimbă această optică menționând faptul că cei 11 termeni standard pot fi folosiți pentru comerțul intern și internațional.

## Utilizarea INCOTERMS
Incoterms conțin un preambul în care se arată că prevederile acestor reguli nu se impun voinței părților ( nu au deci caracter obligatoriu), partenerii având libertatea să insereze în cuprinsul contractului alte dispoziții speciale.
Cele două părți se pot referi la Incoterms ca bază a contractului lor dar pot prevedea anumite modificări sau adăugiri în funcție de natura mărfurilor care fac obiectul contractului. Aplicarea Incoterms fiind facultativă este dependentă de voința părților.
Scopul Incoterms este de a stabili între vânzător și cumpărător: partea care suportă costul transportului, incluzând asigurarea, taxele și alte obligații; locația de preluare a bunurilor și locația de predare, dar și partea ce suportă riscul asupra bunurilor pe fiecare moment al transportului.
Adoptarea de către ele a condițiilor de livrare reglementate prin aceste uzanțe nu comportă alte formalități, precizări decât simpla înscriere în contractul de vânzare internațională a clauzei alese, urmată de indicarea denumirii prescurtate a regulii:
- F.O.B. Incoterms 2000
- C.I.F. Incoterms 2000
- F.A.S. Incoterms 1990

Regulile Incoterms reprezintă o bază de plecare în ceea ce privește negocierea condițiilor de livrare a bunurilor. Termenii Incoterms pot fi modificați oricând în timpul negocierilor sau pe parcursul derulării contractului astfel încât să includă, de exemplu, încărcarea sau deplasarea până la un expeditor. Părțile pot îmbunătăți regulile Incoterms adăugând obligații suplimentare. Printre cele mai folosite variațiuni se numără DDP VAT Unpaid - ce implică obligația de plată a TVA în statul de destinație de către cumpărător sau EXW loaded – ce implică obligația suplimentară a vânzătorului de a urca bunurile în mijlocul de transport.
Pentru  definirea  principalelor  reguli  INCOTERMS  s-au  luat  în  considerare  ca punct  de  plecare:  predarea  mărfii,  stabilimentul  vânzătorului și  cel  al  cumpărătorului; regulile  privesc  obligațiile  fiecărei  părți,  care  sunt  grupate  în zece  articole,  cu  titluri identice pentru toate regulile.
Datorită evoluției  semnificative  a  comerțului  internațional,  în  vederea  punerii  la dispoziție  a  comercianților  a  unor  reguli  în  interpretare  a  condițiilor  comerciale  utilizate frecvent în comerțul internațional, Camera Internațională de Comerț de la Paris a elaborat un   set   de   condiții   de   livrare   destinate   interpretării   acestora   în   domeniul   vânzării internaționale, reguli care erau în practica comerțului internațional niște cutume, dar care nu aveau aceeași semnificație pentru comercianții din diferite țări.

## Incoterms 2000
- Grupa E - Vânzătorul pune marfa în propriile depozite la dispoziția cumpărătorului:
  - EXW - Ex Works - Franco fabrică (Presupune obligații minime pentru vânzător care trebuie să pună marfa la dispoziția cumpărătorului la sediul său fără a răspunde de încărcarea mărfii în mijlocul de transport al cumpărătorului. Cumpărătorul suportă toate riscurile pe care le comportă preluarea mărfii și transportarea acestora la destinație)

- Grupa F - Transportul principal nu este plătit de catre vânzător, care remite marfa unui transportator desemnat:
  - FCA - Free Carrier - Franco transportator - marfa, după ce a fost vândută este predată de exportator primului cărăuș, numit de cumpărător, la locul convenit. Indicat este să se stipuleze în contract obligația vânzătorului de a încărca și stivui marfa în containere în mijlocul de transport pe cheltuiala sa, rămânând în sarcina cumparatorului cheltuielile cu transportul și de descărcare.
  - FAS - Free Along Ship - Franco de-a lungul vasului - se poate utiliza numai în cazul transporturilor maritime și fluviale, cumpărătorul angajează nava, iar vânzătorul aduce marfa în port și o plasează pe chei de-a lungul navei.
  - FOB - Free on Board - Franco la bord - transferul de la vânzător la cumpărător al mărfii, cheltuielilor, formalităților și riscului se face în momentul când marfa a trecut balustrada (copastia) vasului. (Vânzătorul trebuie să livreze mărfurile unui anumit transportator cu care cumpărătorul are încheiat un contract de transport. Din momentul livrării mărfii, cumpărătorul suportă toate riscurile).

- Grupa C - Transportul principal este plătit de catre vânzător, care suportă cheltuielile dar nu și riscurile pe timpul transportului:
  - CFR - Cost and Freight - Cost și navlu - vânzătorul angajează nava, o încarcă și o duce în portul de destinație convenit.
  - CIF - Cost, Insurance, and Freigt - Cost, asigurare și navlu - pe lângă CFR vânzătorul are obligația să procure pentru cumpărător, pe contul acestuia din urmă, un contract de asigurare împotriva riscurilor maritime de avariere sau de pierdere a mărfii în timpul transportului.
  - CPT - Carriage paid to - Transport plătit până la - vânzătorul plătește transportul până la destinație. Condiția poate fi utilizată pentru toate felurile de transport. Folosit de obicei pentru transport auto.
  - CIP - Carriage and Insurance paid to - Transport și asigurare plătite până la - pe lângă CPT vânzătorul asigură marfa, în numele și pe contul cumpărătorului, contra riscurilor minime de avariere și pierdere.

- Grupa D - Vânzătorul suportă toate cheltuielile și riscurile pentru livrarea mărfii la locul de destinație convenit:
  - DAF - Delivered at Frontier - Franco frontieră - vânzătorul pune marfa la dispoziția cumpărătorului la frontiera convenită. Cumpărătorul îndeplinește formalități de import. Folosit pentru cale ferată uzual.
  - DES - Delivered ex Ship - Franco navă nedescărcat (numai pe căi navigabile)- vânzătorul suportă cheltuielile și riscurile aducerii mărfii în portul de destinație, punând-o la dispoziția cumpărătorului la bordul navei, nevămuită pentru import.
  - DEQ - Delivered ex Quay - Franco Chei (numai pe căi navigabile)- pe lângă DES, vânzătorul descarcă Marfa de pe navă pe cheltuiala sa.
  - DDU - Delivered Duty Unpaid - Franco destinație nevămuit - vânzătorul nu plătește vama și celelalte taxe din țara cumpărătorului.
  - DDP - Delivered Duty Paid - Franco destinație vămuit - vânzătorul plătește toate taxele și riscurile care intervin, ducând marfa la destinație (maxim de obligații care-i revin vânzătorului).

#### Noutățile aduse de INCOTERMS 2000
- FCA - modificările privind obligațiile de încărcare și de descărcare: apare ca o obligație de specificare a unui loc. Anterior, specificarea unui loc nu era o obligație ci doar o obișnuință.
- EXW - pentru acest termen se face recomandarea: Termenul nu trebuie utilizat atunci când cumpărătorul nu poate efectua direct sau indirect formalitățile la export. În asemenea cazuri trebuie utilizat termenul FCA sub rezerva că vânzătorul acceptă să încarce marfa pe cheltuielile și riscul său.
- FAS - beneficiază de aceeași precizare; Termenul FAS impune vânzătorului obligația de suporta cheltuielile de export. Este vorba de o soluție total diferită față de versiunile anterioare când acestea reveneau cumpărătorului. Termenul FAS este utilizat exclusiv pentru transportul pe mare sau pe căi navigabile interioare.
- FOB - cunoaște și el o mențiune: Dacă părțile nu înțeleg că marfa este livrată la momentul în care trece peste balustrada vasului, trebuie utilizat termenul FCA .

## Incoterms 2010
Încorporate permanent în contractele comerciale din întreaga lume, regulile ICC Incoterms® 2010 definesc responsabilitățile vânzătorului și cumpărătorului privind livrarea bunurilor. Comerțul internațional devine din ce în ce mai complex în prezent, cu toate acestea, regulile folosite universal sunt esențiale în ceea ce privește evitarea neînțelegerilor și disputelor costisitoare. Incoterms® 2010 continuă tradiția ICC de 70 de ani și reflectă ultimele dezvoltări din mediul comercial.
În ediția Incoterms 2000, termenii erau divizați în patru categorii (E, F, C și D), dar termenii actualizați din versiunea Incoterms 2010 sunt împărțiți în două categorii având la bază criteriul modalității de transport. Grupa I, și cea mai numeroasă, constă în șapte termeni ce se pot folosi indiferent de mijlocul de transport, grupa a II-a fiind compusă din termenii folosiți pentru transportul maritim.

#### Principalele modificari aduse conditiilor de livrare (Incoterms 2010) față de ediția Incoterms 2000[5]:
- Au aparut 2 condiții de livrare noi: Delivered at Terminal (DAT) și Delivered at Place (DAP)
- Au fost eliminate 4 condiții de livrare : DEQ; DAF; DES; DDU
- DAP înlocuiește pe:  DAF; DES; DDU
- DAT înlocuiește pe:  DEQ

EXW (Ex-Works) - Produsul și riscurile se transferă cumpărătorului, incusiv plata transportului și costul asigurării de la poarta fabricii vânzătorului.
FCA (Free Carrier) - Franco cărăuș - vânzătorul își îndeplinește obligația de livrare în momentul în care a predat marfa vămuită pentru export, în grija cărăușului desemnat de cumpărător la locul sau punctul convenit. În cazul în care cumpărătorul nu indică un punct precis, vânzătorul poate să aleagă punctul de la locul sau raza teritorială menționată unde cărăușul urmează să preia marfa în custodia sa. În cazul în care potrivit practicii comerciale este necesar sprijinul vânzătorului pentru încheierea contractului cu cărăușul (cum este cazul în transportul CFR sau aerian). Vânzătorul acționează pe riscul și cheltuiala cumpărătorului. 
FAS (Free Alongside Ship) - vânzătorul își îndeplinește obligația de livrare în momentul în care marfa a fost pusă de-a lungul vasului, pe chei sau pe șlepuri, barje sau pe bac, în portul de încărcare convenit. Aceasta înseamnă că toate costurile și riscurile de pierdere sau deteriorare a mărfii sunt suportate din acel moment de cumpărator. Termenul FAS implică obligația cumpărătorului de vămuire a mărfii pentru export și nu trebuie folosita în cazul în care cumpăratorul nu poate să îndeplinească direct sau indirect formalitățile de export. Acest termen poate fi folosit numai pentru transportul maritim sau pe apele interioare .
FOB (Free On Board) - vânzătorul își îndeplinește obligația de livrare în momentul în care marfa a trecut balustrada vasului, în portul de încărcare convenit. Costurile și riscurile de pierdere și deteriorare a mărfii sunt suportate din acel moment de cumpărător. Termenul FOB implică obligația vânzătorului de vămuire a mărfii pentru export . Acest termen poate fi folosit numai pentru transportul maritim sau pe apele interioare. În cazul în care balustrada vasului nu prezintă relevanță, cum ar fi în cazul traficului roll-on/roll-off sau containerizat este mai potrivit să se folosească termenul FCA . 
C.F.R. (Cost & Freight) - vânzătorul trebuie să plateasca navlu-ul și costurile necesare pentru aducerea mărfii în portul de destinație convenit, dar riscul de pierdere sau deteriorare a mărfii, precum și orice costuri suplimentare cauzate de evenimente care au avut loc după ce marfa a fost livrată la bordul navei se transferă de la vânzător la cumparator în momentul în care marfa trece de balustrada vasului în portul de încărcare. Termenul C.F.R implică obligația vânzătorului de vămuire a mărfii pentru export. În cazul în care balustrada vasului nu prezintă relevanță cum ar fi în cazul traficului roll-on/roll-off sau containerizat este mai potrivit să se folosească termenul CPT . 
CIF (Cost, Insurance and Freight) -  vânzătorul are aceleași obligații ca în cazul termenului CFR dar suplimentar, el trebuie să efectueze asigurarea maritimă care să acopere riscul cumpărătorului de pierdere sau deteriorare a mărfii în timpul transportului maritim. Vânzătorul încheie și plătește contractele de asigurare și plătește prima de asigurare. Cumpărătorul ia notă că în cazul termenului CIF, vânzătorul este obligat să obțină asigurarea pentru acoperirea minimă. Termenul CIF implică obligația vânzătorului de vămuire a mărfii pentru export. În cazul în care balustrada vasului nu prezintă relevanță cum ar fi în cazul traficului roll-on/roll-off sau containerizat este mai potrivit să se folosească termenul CIP. 
CPT (CARRIAGE PAID TO) - vânzătorul plătește costul transportului mărfii la destinația convenită. Riscurile de pierdere sau de deteriorare a mărfii, precum și orice alte cheltuieli suplimentare cauzate de evenimente care au avut loc după ce marfa a fost predată cărăușului trec de la vânzător la cumpărător în momentul în care marfa a fost predată cărăușului. În cazul în care pentru transportul mărfii se folosesc cărăuși succesivi, riscurile trec de la vânzator la cumpărător în momentul în care marfa a fost predată primului cărăuș. Termenul CPT implică obligația vânzătorului de vămuire a mărfii pentru export. Acest termen poate fi folosit pentru toate modurile de transport, inclusiv pentru transportul multimodal. 
CIP (Carriage and Insurance Paid) - vânzătorul are aceleași obligații ca la termenul CPT dar suplimentar el trebuie să efectueze și asigurarea pentru acoperirea riscului de pierdere sau deteriorare a mărfii pe timpul transportului. Vânzătorul încheie contractul și plătește prima de asigurare. Cumpărătorul trebuie să ia notă că în cazul CIP vânzătorul este obligat să obțină prima de asigurare pentru acoperire minimă. Termenul CIP implică obligația vânzătorului de vămuire a mărfii pentru export. Acest termen poate fi folosit pentru toate modurile de transport, inclusiv pentru transportul multimodal. 
DAT (Delivered at Terminal) - vânzătorul livrează și descarcă din mijlocul de transport la terminalul (din portul sau locul) stabilit cu cumpărătorul. Terminal înseamnă orice loc, cum ar fi: chei, depozit, stradă, cargo terminal, terminal CFR. Vânzătorul acoperă toate costurile pentru livrarea și descărcarea mărfurilor la terminalul stabilit. Este recomandat ca noțiunea de Terminal să fie foarte bine precizată. DAT acoperă formalitățile de vămuire la export dar nu include costul formalităților de vămuire la import.
DAP (Delivery at Place) - vânzătorul livrează mărfurile în mijloacele de transport adecvate la locul stabilit cu cumpărătorul. Vânzătorul acoperă toate costurile pentru livrarea și descărcarea mărfurilor la terminalul stabilit. Este recomandat ca noțiunea de Terminal să fie foarte bine precizată. În cazul în care vânzatorul suporta costuri legate de descărcarea bunurilor la destinație, acesta nu are dreptul să refactureze aceste costuri cumpărătorului. Este recomandat ca noțiunea de loc sa fie foarte bine precizată. DAP acoperă formalitățile de vămuire la export dar nu include costul formalităților de vămuire la import.
DDP (Delivered Duty Paid) - vânzătorul își îndeplinește obligația de livrare în momentul în care marfa a fost pusă la dispoziția cumpărătorului, la locul convenit din țara importatoare. Vânzătorul trebuie să suporte toate cheltuielile și riscurile legate de aducerea mărfii în acest loc inclusiv a taxelor vamale, a altor taxe și speze oficiale care se platesc la import, precum și a costurilor și riscurilor de îndeplinire a formalităților vamale. Acest termen poate fi folosit indiferent de modalitatea de transport.